# Mega Man 8
Mega Man 8 (por vezes referido como Mega Man 8 Anniversary Edition), conhecido no Japão como Rockman 8: Metal Heroes (ロックマン8: メタルヒーローズ, Rokkuman 8: Metaru Hīrōzu), é um jogo eletrônico de ação-plataforma desenvolvido e publicado pela Capcom. É o oitavo título da série Mega Man, e foi lançado inicialmente no Japão em 1996 para PlayStation. No ano seguinte, foi lançado para Sega Saturn, localizado para os dois consoles na América do Norte, e apenas para regiões PAL para PlayStation. É o primeiro jogo da série disponibilizado em consoles de 32 bits.
Mega Man 8 foi dirigido por Hayato Kaji e produzido por Keiji Inafune, que já haviam trabalhado na série como artistas. A trama segue o protagonista Mega Man quando ele é convocado para investigar uma leitura de energia proveniente de um recente acidente de meteoro em uma ilha. Mega Man descobre que seu inimigo Dr. Wily fugiu com a fonte de energia e parte para impedir os planos malignos de Wily de usar a energia e descobrir o propósito de um misterioso robô alienígena encontrado no local do acidente.
Mega Man 8 apresenta gráficos e som aprimorados quando comparados aos títulos anteriores da série, bem como novos vídeos animados em full motion (FMVs) e dublagem. Além de algumas convenções menores, o jogo utiliza a mesma fórmula de rolagem lateral e plataforma 2D estabelecida por seus antecessores no NES e Super NES. O jogo recebeu uma recepção moderadamente positiva. Muitos revisores apreciaram a sua estética e as qualidades de jogabilidade quando comparados aos seus antecessores, mas vários outros críticos ficaram descontentes com a falta de inovação e sentiram que o título não utilizou todo o potencial das plataformas de 32 bits. Além disso, a versão em inglês do jogo recebeu críticas consideráveis por sua dublagem, que foi percebida por muitos como sendo de baixa qualidade. O jogo teve um desempenho comercial moderado e foi relançado em linhas de best-sellers no Japão e na América do Norte.
Mega Man 8 foi sucedido por Mega Man & Bass, um jogo spin-off de 1998 para o Super Famicom que reutilizou vários recursos e personagens do jogo. Uma sequência da série principal, Mega Man 9, foi lançada em 2008 e voltou ao estilo gráfico e de jogabilidade dos primeiros jogos lançados no NES.